# EcoRV

séquence clivée par l'endonucléase EcoRV.

L'endonucléase EcoRV (prononcer « eco-R5 ») est une enzyme de restriction de type II présente chez certaines souches d'Escherichia coli. Elle est couramment utilisée en biologie moléculaire. Elle reconnait une séquence palindromique précise d'ADN B, représentée ci-dessous, qu'elle clive en laissant des bords émoussés qui peuvent être ligaturés sur un site de clonage avec moins d'efficacité que des bords nets.
5’-GAT|ATC-3’
3’-CTA|TAG-5’
Comme toutes les enzymes de restriction de type II, elle est extrêmement spécifique de sa séquence de clivage. Elle est souvent utilisée pour sectionner un vecteur de plasmide afin d'y insérer un gène dans le cadre d'un clonage moléculaire (en). Elle est disponible commercialement auprès de nombreux fournisseurs et requiert de l'albumine de sérum bovin pour fonctionner convenablement.

## Structure et fonctionnement
La structure tridimensionnelle de cette enzyme, ainsi que de plusieurs de ces mutants, a été résolue par cristallographie aux rayons X, complexée ou non avec l'ADN au niveau de la séquence qu'elle clive. Le cœur de la protéine consiste en un feuillet β à quatre brins avec une hélice α. Ce cœur est conservé dans toutes les autres endonucléases de restriction de type II. EcoRV présente une grande similitude structurelle avec l'endonucléase PvuII.
EcoRV forme un homodimère en solution, comme EcoRI, avant de se lier à sa séquence reconnue et de la cliver. Elle se lie tout d'abord faiblement à l'ADN B de manière non spécifique, et glisse le long de la molécule jusqu'à atteindre la séquence palindromique reconnue. L'endonucléase EcoRV est très spécifique de sa séquence de clivage.
La liaison de l'enzyme à l'ADN induit sur ce dernier un changement conformationnel qui le courbe à environ 50°, ce qui a pour effet d'élargir le petit sillon et de compresser le grand sillon en amenant la liaison phosphodiester à cliver au niveau du site actif de l'endonucléase. Le clivage de cette liaison ne nécessite pas l'hydrolyse d'une molécule d'ATP. EcoRV est la seule endonucléase de restriction de type II connue à induire de la sorte un changement conformationnel majeur de l'ADN.